# USS Mississippi (BB-41)
O USS Mississippi foi um couraçado operado pela Marinha dos Estados Unidos e a segunda embarcação da Classe New Mexico, depois do USS New Mexico e seguido pelo USS Idaho. Sua construção começou no início de abril de 1915 nos estaleiros da Newport News Shipbuilding na Virgínia e foi lançado ao mar em janeiro de 1917, sendo comissionado na frota norte-americana em dezembro do mesmo ano. Era armado com uma bateria principal composta por doze canhões de 356 milímetros montados em quatro torres de artilharia triplas, tinha um deslocamento carregado de pouco mais de 33,5 mil toneladas e meia e alcançava uma velocidade máxima de 21 nós (39 quilômetros por hora).
O Mississippi passou seus primeiros anos na Costa Leste realizando exercícios de treinamento. Foi transferido em 1919 para a Frota do Pacífico e pelas décadas seguintes o navio teve uma carreira relativamente tranquila, ocupando-se principalmente de treinamentos e exercícios de rotina junto com o resto da frota. O couraçado foi modernizado no início da década de 1930, em que seus mastros foram substituídos, seu sistema de propulsão aprimorado e seus armamentos reformulados. Com o início da Segunda Guerra Mundial em 1939 o navio voltou para atuar na Frota do Atlântico, realizando patrulhas de neutralidade ao longo do litoral da Costa Leste e escoltando comboios mercantes.
O couraçado foi transferido de volta para a Frota do Pacífico após o Ataque a Pearl Harbor no final de 1941. O Mississippi em seguida foi colocado principalmente em deveres de bombardeio litorâneo em diversas ações e batalhas nas campanhas das Ilhas Aleutas, Ilhas Gilbert e Marshall, Ilhas Mariana e Palau, Filipinas e Ilhas Vulcano e Ryūkyū. A guerra terminou em meados 1945 e ainda no mesmo ano foi convertido em um navio-escola de artilharia e também uma plataforma de testes para novos sistemas de armamentos, incluindo mísseis RIM-2 Terrier. O Mississippi exerceu essas funções até ser finalmente descomissionado em setembro de 1956 e desmontado no ano seguinte.

## Características
O Mississippi tinha 190,2 metros de comprimento de fora a fora, uma boca de 29,69 metros e um calado de 9,1 metros, enquanto seu deslocamento carregado chegava até 33 530 toneladas. Seu sistema de propulsão era composto por nove caldeiras Babcock & Wilcox a óleo combustível que alimentavam quatro turbinas a vapor Curtis equipadas com quatro motores elétricos. Este sistema tinha uma potência indicada de 32 640 cavalos-vapor (24 mil quilowatts) para uma velocidade máxima de 21 nós (39 quilômetros por hora). Sua autonomia era de oito mil milhas náuticas (quinze mil quilômetros) a uma velocidade de dez nós (dezenove quilômetros por hora). Foi construído com dois mastros de treliça com gáveas no topo. Sua tripulação era inicialmente formada por 1 084 oficiais e marinheiros.
O armamento principal do Mississippi consistia em doze canhões Marco IV calibre 50 de 356 milímetros montados em quatro torres de artilharia triplas, duas sobrepostas à vante da superestrutura e duas sobrepostas à ré. Diferentemente de torres triplas instaladas em couraçados norte-americanos anteriores, estas permitiam que cada canhão se elevasse independentemente. A bateria secundária tinha catorze canhões calibre 51 de 127 milímetros montados em casamatas individuais aglomeradas na superestrutura à meia-nau. Também haviam quatro canhões antiaéreos calibre 50 de 76 milímetros e dois tubos de torpedo submersos de 533 milímetros, um em cada lateral. O cinturão principal de blindagem tinha uma espessura de 203 a 343 milímetros, enquanto o convés blindado tinha até 89 milímetros. As torres de artilharia eram protegidas por uma blindagem de 127 a 457 milímetros e ficavam em cima de barbetas de 330 milímetros. A torre de comando tinha laterais de 406 milímetros.